# Сосновка (Городецкий район)
Сосновка — деревня в Городецком районе Нижегородской области. Входит в состав Смиркинского сельсовета.

## История
В 1961 году указом Президиума Верховного Совета РСФСР деревня Дураково переименована в Сосновка.

## Население
| 2002 | 2010 |
| ---- | ---- |
| 7    | ↘3   |